# Dobrogea Grup
Dobrogea Grup este o companie de morărit și panificație din România.
În anul 2007 compania deținea  o cotă de aproximativ 7% din piața de morărit și circa 8% din totalul pieței interne de panificație .
Principala platformă de producție a grupului se află la Constanța, și mai deține unități de producție la Mangalia, Eforie și la Medgidia . Compania are capital 100% românesc și derulează activități și în distribuție, transporturi și comerț en detail .
Număr de angajați în 2007: 1.000 
Cifra de afaceri în primele nouă luni din 2007: 47 milioane Euro 